# Liegi-Bastogne-Liegi 1970
La Liegi-Bastogne-Liegi 1970, cinquantaseiesima edizione della corsa, fu disputata il 17 aprile 1970 per un percorso di 235 km. Fu vinta dal belga Roger De Vlaeminck, giunto al traguardo in 7h02'00" alla media di 33,413 km/h, precedendo i connazionali Frans Verbeeck e Eddy Merckx. 
I corridori che portarono a termine la gara al traguardo di Liegi furono in totale 35.

## Ordine d'arrivo (Top 10)
| Pos. | Corridore           | Squadra              | Tempo    |
| ---- | ------------------- | -------------------- | -------- |
| 1    | Roger De Vlaeminck  | Flandria-Mars        | 7h02'00" |
| 2    | Frans Verbeeck      | Geens-Watney-Diamant | a 12"    |
| 3    | Eddy Merckx         | Faema-Faemino        | s.t.     |
| 4    | Eric De Vlaeminck   | Flandria-Mars        | s.t.     |
| 5    | Georges Pintens     | Mann-Grundig         | s.t.     |
| 6    | Herman Van Springel | Mann-Grundig         | s.t.     |
| 7    | Willy In't Ven      | Mann-Grundig         | a 4'10"  |
| 8    | Raymond Poulidor    | Fagor-Mercier        | s.t.     |
| 9    | Italo Zilioli       | Faema-Faemino        | s.t.     |
| 10   | Lucien Van Impe     | Sonolor-Lejeune      | s.t.     |